# Diplectrum rostrum
Diplectrum rostrum är en fiskart som beskrevs av Bortone, 1974. Diplectrum rostrum ingår i släktet Diplectrum och familjen havsabborrfiskar. IUCN kategoriserar arten globalt som livskraftig. Inga underarter finns listade i Catalogue of Life.